# Richie Hawtin
Vous lisez un « article de qualité » labellisé en 2011.
Richie Hawtin (né le 4 juin 1970 à Banbury en Angleterre, et établi à Berlin) est un DJ, musicien, compositeur et producteur canadien de musique électronique. Il figure parmi les artistes de musique électronique les plus importants au monde, fort d'une carrière s'étendant sur plus de vingt-cinq ans. Actif sur la scène techno et acid techno nord-américaine à ses débuts, il a évolué ensuite vers un style plus minimaliste et expérimental, privilégiant l'usage des dernières technologies de composition et de DJing.
S'il compose souvent sous son véritable nom, il utilise aussi de nombreux pseudonymes, dont le plus connu est Plastikman. Il est le fondateur et patron des labels Plus 8 et Minus, sur lesquels il a sorti ses albums les plus marquants, au premier rang desquels figurent Consumed, en 1998, et la série d'albums mixés DE9, dont le plus fameux est DE9 | Closer to the Edit, publié en 2001.
En dehors de ses activités de musicien, il s'investit aussi beaucoup dans les affaires et dans l'art moderne.

## Biographie

### Jeunesse et débuts
Il naît le 4 juin 1970 à Banbury, dans l'Oxfordshire au Royaume-Uni. Lorsqu'il a neuf ans, sa famille émigre au Canada, à LaSalle, près de Windsor, en Ontario, à quelques kilomètres de la frontière américaine et de Détroit. D'après lui, ce changement d'environnement et l'austérité des lieux y sont pour beaucoup dans son caractère : l'enfant, plutôt extraverti en Angleterre, développe alors une personnalité introvertie une fois au Canada. À cette époque, il manifeste un intérêt très fort pour les technologies ; c'est notamment son père Michael, lui-même électronicien chez General Motors, qui l'y éveille. C'est aussi en partie grâce à la discothèque de Michael, comprenant par exemple les albums de Kraftwerk, Pink Floyd ou encore les productions de John Peel, qu'il s'initie à la musique.
À l'âge de 15 ans, Richie Hawtin commence à fréquenter les clubs de Détroit, notamment le Music Institute où il écoute Derrick May. Il devient DJ aux alentours de 1987-1988 dans un des clubs locaux,. Il mixe la house et la techno avec l'E.B.M. de Nitzer Ebb et Front 242. Il prend pour modèle Jeff Mills, un DJ dont la carrière commence dans les années 1980 sous le nom de The Wizard et qui est alors animateur d’une émission sur une radio de Détroit.
En 1989, il rencontre John Acquaviva au Shelter, un club de Détroit où il est alors résident. Avec lui, il fonde le label Plus 8 en 1990 et organise ses premières soirées électroniques à Détroit.

### Années 1990

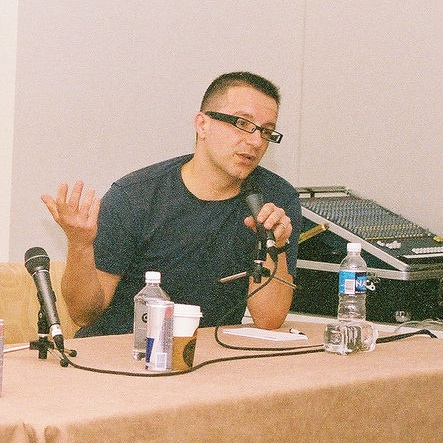
John Acquaviva, cofondateur de Plus 8 et partenaire musical de Richie Hawtin à ses débuts

Ses premiers titres sortent en 1990, essentiellement sous les pseudonymes Plastikman et F.U.S.E.. Son label Plus 8 lance de nouveaux artistes : Speedy J, Daniel Bell, Fred Giannelli et Kenny Larkin notamment.
Au milieu des années 1990, Richie Hawtin produit de nombreux disques expérimentaux qui connaissent un grand succès, notamment les albums Sheet One et Musik,, et l'on peut d'ailleurs parler d'un véritable culte de Plastikman dans la scène techno de l'époque : le logo Plastikman, créé initialement par Dominic Ayre pour une marque de vêtements et détourné par Hawtin vers 1992-1993, se retrouve un peu partout chez ses fans, que ce soit sous forme de tatouages, de t-shirts ou de peintures sur leurs voitures. À l'inverse, il peine à être reconnu par une partie de la scène de Détroit ; vers 1993-1997, ainsi que l'affirme Derrick May, il était même « détesté parce qu'il était bon ; parce qu'il était blanc et doué ». En effet, une interview de Richie Hawtin donnée au magazine français Coda donne une bonne idée de l'atmosphère particulière qui règne alors :

« À Windsor, on trouve une population très diversifiée, il y a beaucoup plus de Blancs qu'au centre de Détroit. D'ailleurs, plus tu t'éloignes dans les banlieues de Détroit, plus tu verras de Blancs. Le centre même de Détroit se ghettoïse.[...] Détroit n'a jamais été une ville où les gens se retrouvent dans la rue, se tapent dans la main et se disent « Hey guy, what's going on ». Détroit est bâtie sur l'isolement. Détroit est comme ça ! C'est déjà un miracle que les différentes communautés techno puissent entretenir des rapports. Crois-moi, ils sont moins évidents qu'ailleurs. Pour les gens ordinaires, la communication à Détroit est encore plus difficile. C'est le chacun pour soi. Il y a le clan Submerge, le clan Planet E de Carl Craig, celui de mon label Plus 8, et les autres. Je ne pense pas qu'un jour nous puissions vivre en harmonie et être tous réunis dans un grand tipi ! (rires) [...] À ce moment, le son général de Détroit s'est considérablement durci. Il y avait alors une réelle compétition entre nous et Underground Resistance. Mad Mike sortait Sonic Warfare, je sortais F.U.S.E.. Mike et Jeff sortaient un truc, il m'envoyaient les tests pressing et me disaient : « Watch This ». Je leur répondais aussitôt avec une démo de Plus 8 : « Check This Out ». Pendant plus d'un an, nous avons joué cette espèce de bras de fer. Maintenant c'est un sujet de plaisanterie entre Mike et moi. »

En 1995, alors qu'il se rend à New York pour jouer à une soirée, sa carrière aux États-Unis subit un coup d'arrêt : il est interdit de séjour sur le territoire américain, pour plus d'un an, au motif qu'il travaille illégalement dans le pays. Contraint alors de vivre du côté canadien, il en profite pour passer davantage de temps en studio et entame un processus de création de plus en plus minimaliste :

« J'ai travaillé par soustraction. Supprimer des sons est devenu plus important pour moi qu'en ajouter. Les silences entre les notes constituent l'enjeu le plus important de mon travail. J'ai découvert que, pour aller plus loin, il me fallait revenir en arrière. Appauvrir pour enrichir. »

La fin des années 1990 voit donc sa discographie s'étoffer, notamment au travers de la série des maxis Concept 1, sortis en 1996, puis réédités sous forme d'album en 1998. Il signe, en 1998, deux nouveaux albums sous le nom Plastikman : Artifakts (bc), prélude — bien que sorti quelques mois après celui-là — à son album le plus reconnu, Consumed,.
Cette décennie se clôt pour lui avec la sortie d'un disque hybride en 1999, entre œuvre de composition et compilation mixée : Decks, EFX & 909 (souvent surnommé DE9), qui lui permet de repousser certaines des limites du mix, car il mélange, lors de ses performances scéniques de l'époque ainsi que les années suivantes, le son d'instruments électroniques aux disques vinyles, ; il utilise notamment des machines d'effets et une Roland TR-909 lors de la réalisation de cet album.

### Années 2000

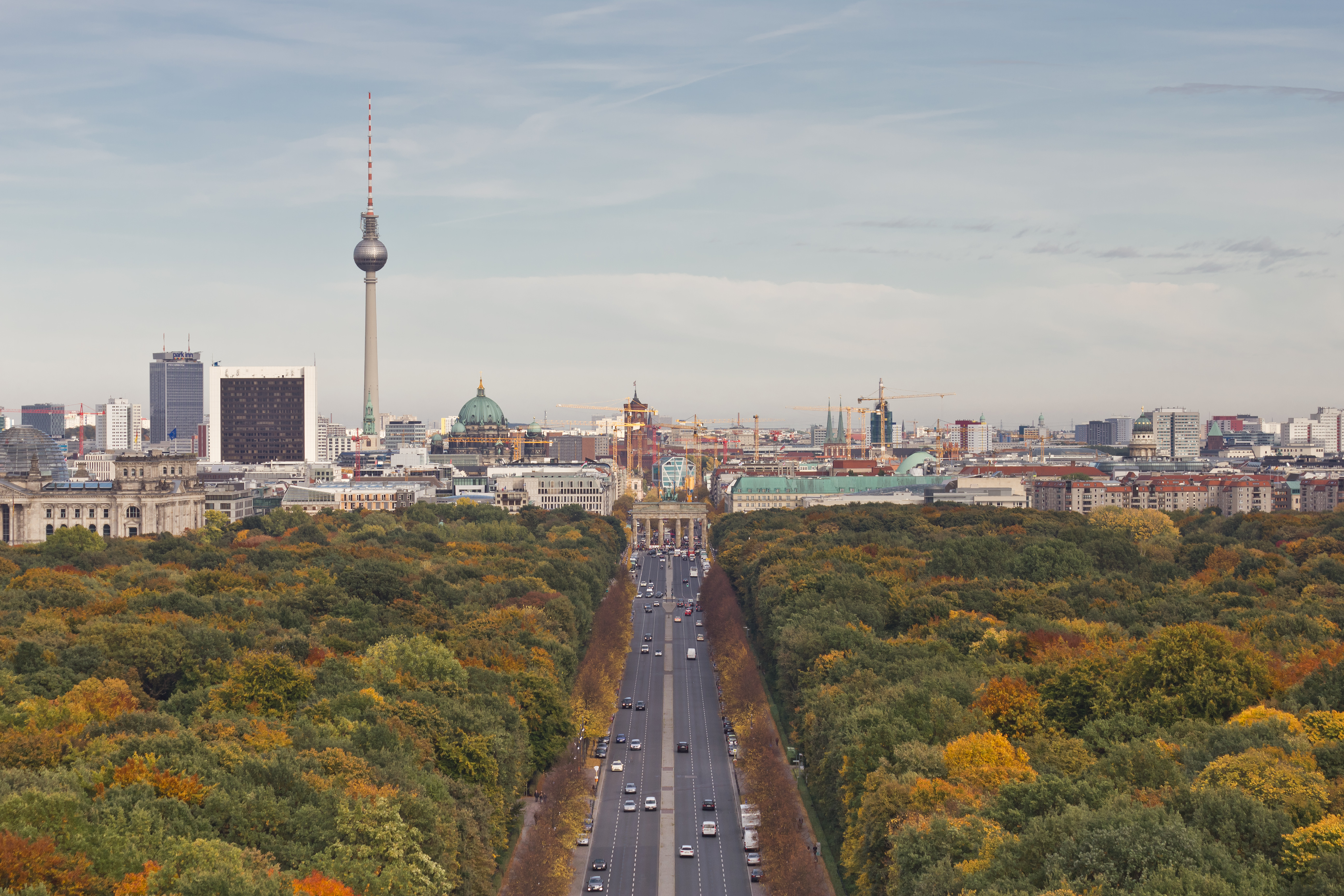
Richie Hawtin déménage à Berlin au cours des années 2000.

La fin des années 1990 et la quasi-totalité des années 2000 voient Richie Hawtin mettre de côté son alter ego Plastikman et sortir la grande majorité de ses œuvres sous son nom propre. C'est l'occasion pour lui de poursuivre l'expérience menée avec DE9 en ajoutant, en 2001, un nouvel opus à cette série : DE9 | Closer to the Edit, 16e du classement des meilleurs mixes des années 2000 par Resident Advisor. En 2002, il s'exile environ un an à New York pour suivre sa petite amie de l'époque (c'est aussi lors de ce séjour qu'il change de look et abandonne le crâne rasé et des lunettes à grosses montures noires pour une mèche d'un blond peroxydé) et s'installe dans le quartier de Williamsburg,.
Il déménage ensuite à Berlin, en août 2003, notamment parce qu'il considère l'Europe, et l'Allemagne en particulier, comme un lieu où la création artistique est plus libre et moins soumise aux radios, à l'inverse de ce qui se passe aux États-Unis,. Comme celui-ci l'affirme lors d'une interview vidéo, c'est Sven Väth qui est aussi, entre autres, à l'origine de son déménagement vers la capitale allemande : la scène minimale étant en pleine effervescence en Allemagne, cela semble être le moment idéal pour profiter du dynamisme de cette scène locale. Cinq ans après son dernier album de Plastikman, il revient ponctuellement sous ce pseudonyme avec le long format Closer en 2003. Apprécié de la critique, il est par exemple classé parmi les 100 meilleurs albums des années 2000 par Resident Advisor, à la 56e place.
Il poursuit la série DE9 en 2005, avec la publication de DE9 | Transitions. Ce nouveau volet est accueilli positivement par les médias spécialisés, parmi lesquels Pitchfork, Resident Advisor, ou encore la BBC.
Cette décennie est aussi une période où il touche un public plus large : d'un côté, en multipliant les lives et DJ mixes dans les grands festivals et autres clubs, de Time Warp à Ibiza ce qui lui vaudra de sortir en 2002, en compagnie de Sven Väth, la compilation mixée The Sound Of The Third Season, sur le label de celui-ci, Cocoon Recordings, en passant par Sónar ou I Love Techno ; de l'autre, sa renommée lui vaut aussi d'être contacté pour qu'un de ses morceaux, Substance Abuse (sorti en 1991 sous son pseudonyme F.U.S.E.), serve de base à 9:20, œuvre composée en collaboration avec le chorégraphe Enzo Cosimi pour la cérémonie d'ouverture des Jeux Olympiques d'hiver de Turin en 2006,.
En 2008, il célèbre les 10 ans de Minus en se consacrant à une vaste tournée mondiale avec les artistes du label : Contakt,.

### Années 2010

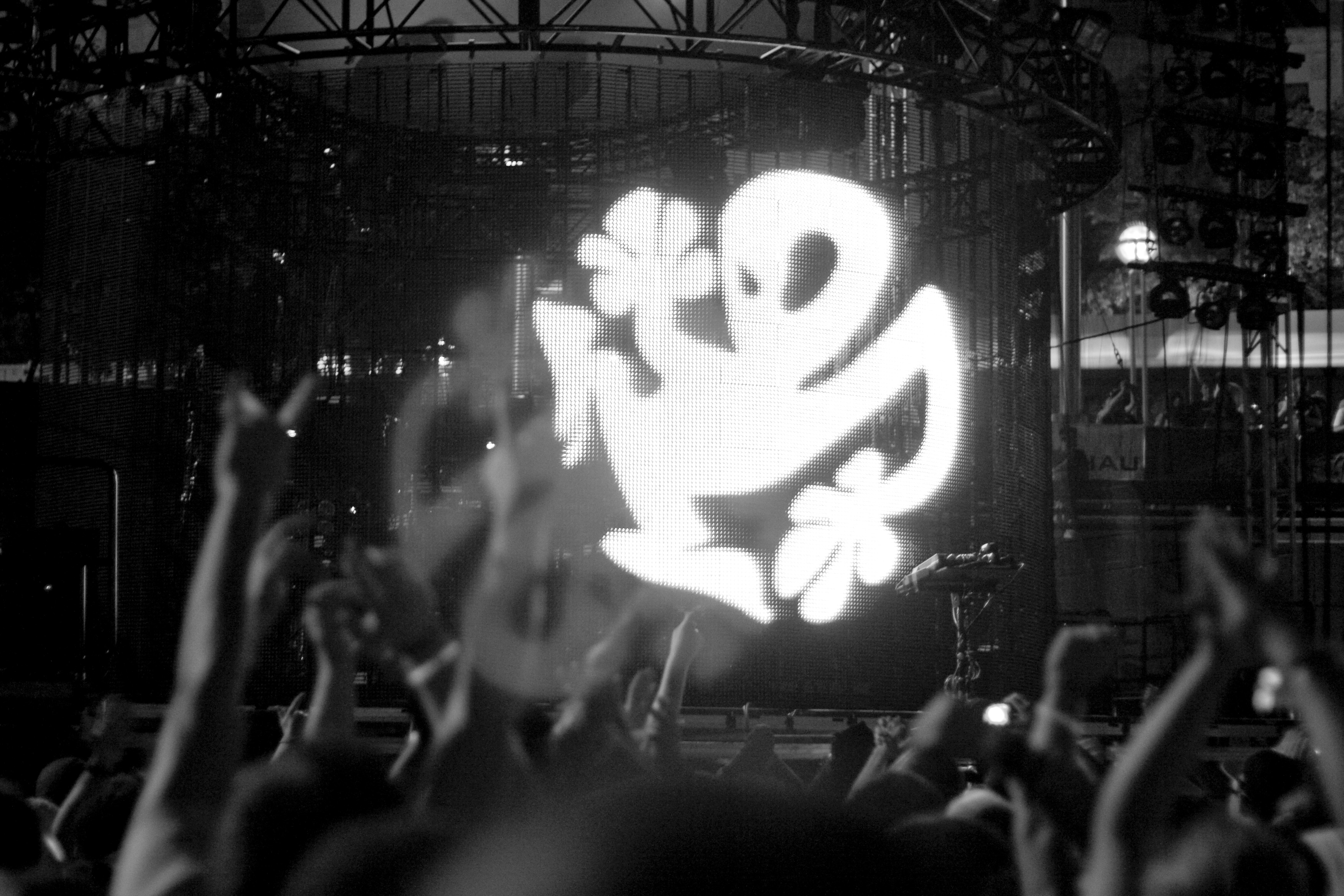
Plastikman.LIVE à Détroit, lors du DEMF en mai 2010.

Après presque 10 ans d'absence sous ce nom, Plastikman revient sur le devant de la scène, au travers d'une tournée mondiale, « Plastikman.LIVE », suggérée discrètement courant 2009, puis concrétisée, notamment, par une prestation lors du festival Time Warp, le 27 mars 2010 à Mannheim, en Allemagne, et une au festival Coachella, en Californie, le 18 avril.
En 2010 se dessine l'idée d'une compilation la plus exhaustive possible de Plastikman : Plastikman Arkives, un coffret retraçant 17 années de son projet musical le plus emblématique. Comprenant les versions remasterisées de ses six albums sous ce pseudonyme, ainsi que beaucoup d'inédits, des remixes, des vidéos et un livre, ces archives sont l'occasion pour Hawtin de captiver la frange la plus jeune de son public : « [...] certains n'étaient même pas nés quand j'ai sorti mon premier album. Je trouve intéressant de leur faire découvrir les fondations de mon travail. » C'est aussi une manière, pour lui, d'offrir à ses auditeurs le temps de le réécouter et de l'apprécier, loin du rythme effréné des sorties musicales actuelles :

« La musique est si facilement disponible que les gens la digèrent beaucoup plus vite qu'avant et que leur attention dure sans doute moins longtemps. Publier des archives [...] est aussi une façon de donner plus de valeur, pas seulement à mon travail, mais à la scène électro en général. »

Après de nombreux reports, ce coffret est disponible le 22 août 2011. Peu de temps avant cette sortie, une nouvelle tournée de Plastikman voit le jour ; elle est annoncée en juillet et débute par un live à Ibiza le 5 août avant de faire une étape à New York puis passe par diverses villes d'Europe, dont Turin qui marque le 7 décembre 2011 la fin de ce « Plastikman Live 1.5 ».
À l'été 2012, il inaugure une résidence de douze semaines (du 5 juillet au 20 septembre), ENTER•, au Space d'Ibiza. Il poursuit fin octobre par une tournée nord-américaine de 17 dates. Ces deux événements sont une réussite, ce qui lui vaut d'être classé en deuxième position du classement annuel des DJ réalisé par Resident Advisor. Fin 2013, il annonce un prochain album sous le nom de Plastikman, composé et réalisé en 5 jours ; il n'en délivre toutefois ni le titre ni la date exacte de sortie. Ce dernier opus sort finalement le 10 juin 2014 ; il s'intitule EX.

## Style musical
Richie Hawtin figure parmi les artistes de musique électronique les plus importants au monde, et jouit de la reconnaissance de ses pairs, comme Laurent Garnier : « Pourquoi quelqu'un comme Richie Hawtin, après toutes ces années, reste-il l'un des producteurs les plus pertinents dans l'univers de la minimale ? Parce qu'il a développé avec sa musique toute une vision et tout un concept, qui l'emmènent vers quelque chose de différent. » Au cours d'une émission lui étant consacrée sur la BBC Radio 1, les artistes Juan Atkins, Carl Craig, Jeff Mills ou encore Josh Wink témoignent de l'estime qu'ils ont pour lui et pour son œuvre.

### Influences revendiquées

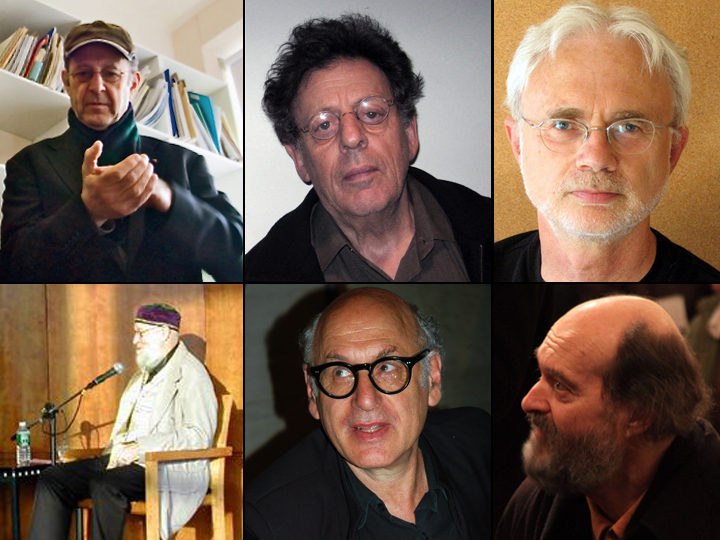
Quelques compositeurs du courant minimaliste, dont Steve Reich et Philip Glass (respectivement en haut à gauche et en haut au centre), deux influences de Richie Hawtin.

Selon ses propres dires, lors d'une interview avec Jacqueline Caux pour le magazine Art Press en 2001, la musique de Richie Hawtin relève d'une démarche expérimentale similaire à celle du minimalisme, qui lui a été inspirée par des musiciens comme Miles Davis, mais aussi par des artistes plasticiens tels que Mark Rothko, Anish Kapoor ou Barnett Newman. Il affirme aussi, lors de cette interview, son attachement à la technologie : « À Détroit, les artistes sont très positifs. Cette technologie, ces machines, sont là pour produire, du mieux que ce soit, des automobiles ou tout autre chose. »
La musique minimaliste elle-même a aussi, naturellement, fortement influencé Richie Hawtin :

« Il y a dans ma musique toutes sortes de fluctuations, de mouvements, et quelquefois c’est tellement léger que vous ne le remarquez que quand c’est déjà arrivé. Ce sont des choses qui me stupéfiaient quand j’étais jeune ou, plus tard, quand je me suis mis à écouter la musique de Steve Reich ou de Philip Glass. Il y a dans leur musique ces motifs qui évoluent et changent sans qu’on y prenne garde. J’ai beaucoup repris cette idée, à ma manière. »

Enfin, Hawtin accorde beaucoup de crédit à l’œuvre de Martin L. Gore et Vince Clarke (deux des musiciens de Depeche Mode), dont il considère l'approche à la fois pop et underground comme fondatrice dans la genèse de Plastikman :

« Ce qu'ils [Clarke et Gore] réalisaient était tellement révolutionnaire. [...]. Ils excellaient à combiner l'approche expérimentale, underground, au côté pop de leurs morceaux... Sans eux, il n'y aurait même pas eu Plastikman, alors que depuis, ils sont loin de s'être reposés sur leurs lauriers. »

### Point de vue des critiques musicaux
Sean Cooper, dans l'ouvrage dirigé par Vladimir Bogdanov All music guide to electronica, rapporte que les « morceaux sortis sous les pseudonymes Plastikman et F.U.S.E. sont largement considérés comme des versions fidèles, intelligentes et innovantes du son de Detroit » ; il tient Hawtin pour une des « icônes les plus importantes et inventives de la dance music expérimentale » et estime que cette légitimité a « constamment progressé depuis la sortie de son premier album, Sheet One ». Dans le même livre, John Bush confirme que Plastikman se trouve « à la pointe de l'intelligent techno » et juge que ses disques ont profondément inspiré (et vice-versa) des labels allemands de techno minimale tels que Basic Channel, Chain Reaction, Profan ou Studio 1.
Dans Chronic'art, le critique Wilfried Paris déclare qu'il est « une des pierres angulaires de la musique électronique de la fin du XXe siècle », précisant que « son album Consumed, sous le nom de Plastikman, est un classique de dark techno, deep et minimale », alors que son confrère Nicolas Schoener est beaucoup plus circonspect, y voyant « un disque intéressant, mais peut-être pas aussi novateur que ceux des artistes du label Mego, par exemple. À écouter au casque, au risque d’avoir l’impression d’écouter son réfrigérateur lentement agoniser. ».
Jean-Yves Leloup, un des spécialistes français de la techno, attribue à l'album Consumed l'épithète « magistral » et avance qu'« avec Consumed, la techno prouve qu'elle peut aussi explorer les méandres de l'âme humaine, rivalisant avec les disques rock les plus introspectifs ».
Journaliste musical connu pour être aussi l'auteur du livre Modulations, une histoire de la musique électronique, Peter Shapiro donne lui aussi son avis, notamment dans le numéro d'août 1998 du magazine Spin où il le décrit, ainsi que sa musique, en ces mots : « Richie Hawtin est un authentique innovateur [...]. Après avoir été exalté par la techno mélodique de Derrick May et Kevin Saunderson provenant de l'autre côté de la rivière, il a remodelé leur soul mécanique en quelque chose qu'il appelle lui-même un « minimalisme complexe ». » Il ajoute que sa « musique a été traitée, étirée et peaufinée jusqu'à ce qu'il ne reste rien d'autre que nuance et texture. [...] King Tubby et Lee Perry n'auraient jamais pu imaginer que leur héritage mutât en quelque chose de si résolument glacé. »
Quant au magazine spécialisé DJ Mag, il lui rend hommage en ces mots : « Il est impossible d'imaginer un homme qui personnifie davantage la techno que Richie Hawtin. »

### Nouvelles technologies
Richie Hawtin a toujours cherché à mettre les technologies les plus récentes au service de son art, notamment pour tout ce qui concerne les performances scéniques, qu'elles concernent les lives, les DJ sets ou le VJing. Différents logiciels ou matériels dédiés à ces performances ont ainsi été développés sous son impulsion ou avec sa collaboration :
- Final Scratch, une interface homme-machine visant à combiner le mix digital (avec des fichiers musicaux de type mp3 ou wav) et le DJing classique, à l'aide de platines vinyles[16]. Cette technologie a été développée avec son aide[48] et en collaboration avec une firme néerlandaise, N2IT, puis au travers d'une coentreprise entre Stanton Magnetics et Native Instruments[49], pour une intégration avec le logiciel de mix digital de cette dernière, Traktor. Aujourd'hui[Quand ?], l'interface Final Scratch a évolué puis disparu, la collaboration entre Stanton et Native Instruments a cessé, et a été dorénavant remplacée chez Native Instruments par Traktor Scratch.

- SYNK, une application iPhone, iPod et iPad, développée spécialement pour augmenter l'interaction entre Richie Hawtin et son public lors de sa tournée Plastikman Live, entamée en 2010[50],[29].
- Twitter DJ, une application permettant au DJ de mettre à jour son compte Twitter toutes les 60 secondes, afin d'y mentionner le nom de l'artiste et le titre du morceau qu'il joue lors de son mix digital, sous réserve qu'il utilise aussi Traktor[51],[29]. Cela permet de communiquer en temps réel la playlist à tous les fans du DJ suivant sa page Twitter.
- En 2012, il participe à l'élaboration d'un modèle de surface de contrôle, le CNTRL_R du fabricant Livid[52].

Ainsi, comme l'affirme entre autres le magazine Mixmag en 2007, Hawtin fait figure d'autorité en matière d'innovations dans la dance music. C'est d'ailleurs dans un article qu'il signe dans Mixmag en 2012 que Richie Hawtin commente les récents changements dans le monde de la musique électronique. Il salue à ce titre l'explosion de cette musique et de son influence aux États-Unis aux travers des améliorations technologiques apportées aux concerts
 :

« Nous disposons aujourd'hui de nouvelles façon d'interagir avec le public : la scénographie, les jeux de lumières, les murs de diodes et les vidéos qui permettent de faire vivre une expérience plus proche d'un concert [traditionnel]. Tout cela faisait partie des éléments essentiels à nos tournées Contakt et Plastikman. En vingt ans, nous sommes passés du statut de DJ à celui d'artiste ambulant : il suffit d'observer la diversité des spectacles proposés par les artistes de musique électronique de nos jours. Néanmoins, ceux-ci peuvent-ils rencontrer le succès sans pléthore de moyens ? Existe-t-il toujours la possibilité pour l’underground de se développer ? »

## Activités annexes
Outre ses activités strictement musicales, Richie Hawtin est réputé pour être une personne dotée d'un grand sens du management et des affaires, au travers de ses activités de patron et gestionnaire de label, ainsi que par les diversifications de ses activités et ses investissements liés à l'industrie musicale, au design et à l'art contemporain sous diverses formes.

### Création et gestion de labels
Comme beaucoup d'artistes du milieu de la techno, Richie Hawtin dépasse sa fonction de musicien et est aussi fondateur et patron de labels musicaux : Plus 8 et Minus. Il avoue s'être beaucoup inspiré du producteur et fondateur de Mute Records, Daniel Miller, pour mettre en place certaines idées et mécanismes dans la gestion de ses entreprises musicales.

#### Plus 8
Après plusieurs tentatives infructueuses auprès de labels renommés de Détroit, Richie Hawtin et John Acquaviva décident de s'associer pour donner naissance à leur propre structure et se donner ainsi la possibilité d'éditer leurs morceaux, : ils créent donc Plus 8 en 1990. Pour ce faire, tous deux s'endettent grâce à la carte de crédit de John, à hauteur de 5 000 dollars (la limite autorisée), afin de financer la création du label, le pressage des masters, etc. Cette prise de risque paie dès la troisième sortie de Plus 8 : Technarchy de Cybersonik (trio formé par Richie, John ainsi que Dan Bell) devient un tube underground avec environ 20 000 exemplaires vendus, ce qui donne une renommée au label tout en assurant à Richie ses premiers contrats de DJ en Europe.

#### Minus
Richie Hawtin crée le label Minus en 1998, dans le but d'expérimenter de nouvelles choses et d'avoir une structure qui s'identifie à lui et vice-versa. Ce label devient en quelques années une référence mondiale de la techno minimale et lance de nombreux artistes de la scène minimale, parmi lesquels les musiciens Marc Houle, Troy Pierce ou encore Magda, mais aussi des artistes visuels comme Ali Demirel.

De l'aveu de Richie, Minus n'est pas qu'un label musical, c'est le propagateur d'une esthétique mélangeant musique, technologie et art : 
« I think the Minus aesthetic has always been about finding a balance between music and technology and art, and finding a refinement and balance within the components that you're using to make that statement. »

### Investissement dans l'industrie musicale
Outre son implication technique et économique dans Final Scratch, Richie Hawtin s'est engagé dans d'autres domaines liés à l'industrie musicale. Il est ainsi, avec les artistes John Acquaviva et Bad Boy Bill, l'un des partenaires du magasin de musique en ligne Beatport ; de l'aveu de son PDG Jonas Tempel : « [Richie] a grandement contribué au succès de Beatport et participe beaucoup à l'élaboration de la stratégie d'entreprise ».
Par ailleurs, il a fondé, entre autres avec Gareth Williams, la société Liine ; cette dernière, créée en 2010, a pour but d'innover dans les technologies liées à la musique, que cela concerne la composition, le remix ou la réalisation d'installations spécifiques au live,,.

### Collaborations dans le domaine du design et de l'art contemporain
Soucieux de diversifier ses activités dans des domaines créatifs en dehors de la musique et d'étendre sa conception du minimalisme à d'autres horizons, Richie Hawtin s'est investi dans ce qui touche à la création visuelle et plastique.

#### Art contemporain

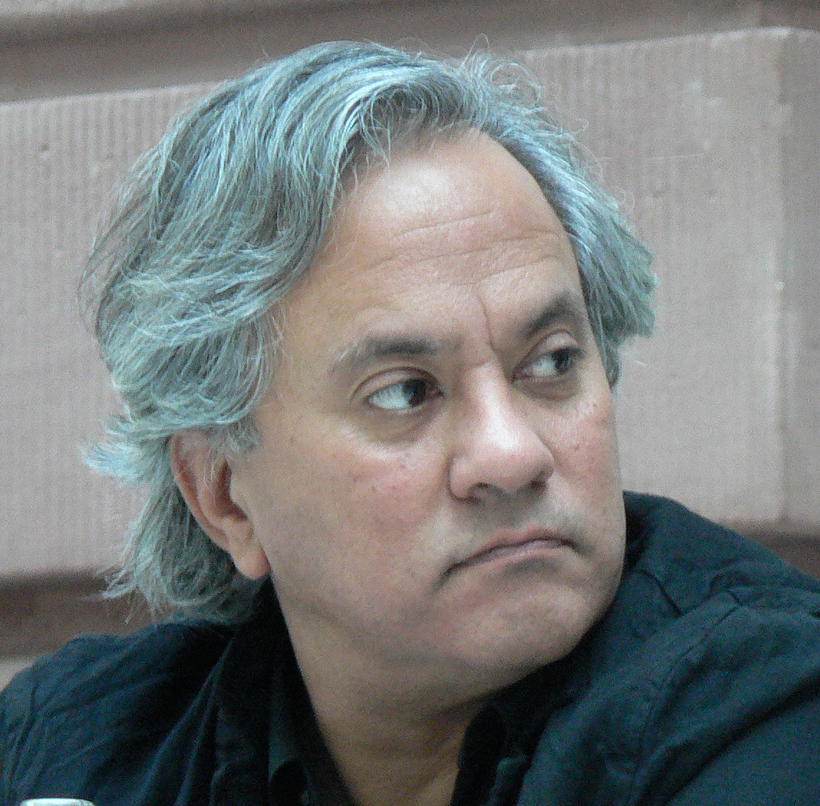
Le plasticien Anish Kapoor.

Les passerelles que jette Richie Hawtin entre son univers musical et la création artistique contemporaine remontent à loin. Il affirme notamment l'influence significative du plasticien Anish Kapoor sur son œuvre, notamment en ce qui concerne l'album Consumed et sa pochette, ; les deux hommes se sont d'ailleurs côtoyés dans le cadre de plusieurs expositions, notamment en 1995 au Canada, ainsi qu'en 2011 en France à l'occasion de la fête de la musique et de l'exposition Monumenta au Grand Palais. D'ailleurs, la France est un pays où il a plusieurs fois été mis à contribution, puisqu'il avoue avoir été invité au centre Pompidou et à Avignon, pour des projets artistiques, à la demande du Ministère de la Culture.
Dans une interview accordée en 2007 au magazine tokyoïte PinMag, Richie expose plus longuement ses influences artistiques, sa vision de l'art minimal et sa manière de l'incorporer au sein des différents projets initiés avec son label Minus.

#### Design

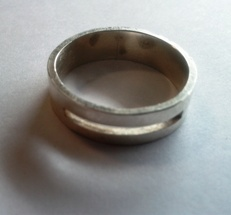
Une bague inspirée du logo Minus.

En 2008, Richie s'est associé avec la créatrice de mode Isolde Richly. Ensemble, ils ont lancé la collection Richly.Hawtin en 2009. Toujours dans le domaine de la mode, Richie collabore avec le Belge Raf Simons, afin de concevoir des bijoux dans l'esprit de Minus.
Par ailleurs, le frère de Richie, Matthew, est artiste peintre et plasticien. Richie le soutient, puisqu'il est l'auteur des artworks de plusieurs disques de ses labels, dont min2MAX qui fait l'objet d'une exposition à Berlin en 2006 ; il signe aussi plusieurs œuvres plastiques éditées par Minus et Plus 8.

## Critiques

### À propos de sa musique
Le compositeur allemand Karlheinz Stockhausen, dans une interview accordée en 1995, est très critique envers certains artistes de musique électronique, qu'il compare à des bègues en raison de leur propension à baser leurs compositions sur la répétition. Il les accuse aussi de dévoyer la musique en n'en faisant qu'un facteur d'ambiance, un moyen d'addiction. À ce titre, il conseille à Plastikman de faire attention à l'usage abusif de la répétition et des rythmiques trop linéaires : il lui prédit un désintérêt du public lorsque ce dernier aura trouvé une nouvelle « drogue musicale ».

### Satire
Étant une des figures de proue — aux côtés de Ricardo Villalobos — du mouvement alors en vogue que représente la techno minimale des années 2000, Richie Hawtin et ses amis sont raillés par certains de leurs détracteurs, comme à partir de 2007 sur le site (aujourd'hui abandonné) Übercoolische.com, qui parodie la fatuité de leur mode de vie et de leur avant-gardisme.

### Disque microsillon
Fin octobre 2011, Richie Hawtin provoque une polémique à la suite de la publication, sur sa page Facebook, d'une photographie d'un DJ traînant une caisse de disques vinyles derrière lui avec la légende suivante : « Is this DJ pulling records behind him? Is this Berlin 2011 or NYC/Detroit/Chicago 1988? How far we’ve come and how little we’ve progressed! ». Les critiques consécutives à cette assertion l'ont par la suite obligé à se justifier et à présenter ses excuses auprès des fans,.
Pour autant, il considère depuis plusieurs années que le vinyle est dépassé. Quatre ans avant cette polémique, il affirme déjà que les vinyles « prennent beaucoup trop de place, posent des contraintes techniques et écologiques. »

## Discographie
Richie Hawtin est un musicien prolifique, utilisant souvent de nombreux pseudonymes pour sortir ses différents travaux, les plus connus étant F.U.S.E., Robotman et surtout Plastikman. On peut néanmoins distinguer quelques-unes de ses œuvres en album.
- 1999 : Decks, EFX & 909 - NovaMute
- 2001 : DE9 | Closer to the Edit - Minus
- 2005 : DE9 | Transitions - Minus

### Sous Plastikman
- 1993 : Sheet One - Plus 8
- 1994 : Musik - Plus 8
- 1994 : Recycled Plastik - NovaMute
- 1998 : Artifakts (bc) - Minus
- 1998 : Consumed - Minus
- 2003 : Closer - Minus
- 2014 : EX - Mute

## Distinctions
| Année | Organisme        | Rang | Récompense               |
| ----- | ---------------- | ---- | ------------------------ |
| 2006  | Resident Advisor | 3    | Top 10 DJs of 2006       |
| 2007  | DJ Mag           | 19   | Top 100 DJs              |
| 2007  | Resident Advisor | 5    | Top 10 DJs of 2007       |
| 2008  | DJ Mag           | 15   | Top 100 DJs              |
| 2008  | Resident Advisor | 2    | Top 100 DJs of 2008      |
| 2009  | DJ Mag           | 28   | Top 100 DJs              |
| 2009  | Resident Advisor | 1    | Top 100 DJs of 2009      |
| 2010  | DJ Mag           | 31   | Top 100 DJs              |
| 2010  | Resident Advisor | 2    | Top 100 DJs of 2010      |
| 2010  | Resident Advisor | 1    | Top 10 live acts of 2010 |
| 2011  | DJ Mag           | 45   | Top 100 DJs              |
| 2011  | Resident Advisor | 2    | Top 20 live acts of 2011 |
| 2011  | Resident Advisor | 3    | Top 100 DJs of 2011      |
| 2012  | Resident Advisor | 2    | Top 100 DJs of 2012      |
| 2013  | Resident Advisor | 3    | Top 10 DJs of 2013       |

Outre les classements annuels, Richie Hawtin a été désigné en 2011 deuxième meilleur DJ de tous les temps par le magazine Mixmag.